# 阿提克斯·羅斯
阿提克斯·馬修·考珀·羅斯（英語：Atticus Matthew Cowper Ross，1968年1月16日—）是英國音樂家、詞曲作家、製作人、作曲家和唱片製作人，他知名於與特倫特·雷澤諾之間的合作。自2005年起，羅斯便開始參與雷澤諾的九寸釘樂團的音樂計畫與演出，並在2016年成為樂團的正式成員。兩人這之後也一起為許多電影和影集製作配樂和原聲帶，如《社群網戰》、《龍紋身的女孩》、《靈魂急轉彎》等，並以此拿下諸多獎項。
2020年，羅斯以九寸釘樂團成員身分入選搖滾名人堂。

## 早年生涯
羅斯於1968年出生在伦敦的拉德伯克街，為卡蘿萊電台的創辦人伊恩·羅斯（Ian Ross）與蘿克珊娜·藍普森（Roxana Lampson）之子。他有五個兄弟姐妹，包括時裝模特莉波蒂·羅斯和音樂家李奧波德·羅斯。他的外祖父是外交官第一基爾汗男爵邁爾斯·藍普森、曾祖父是義大利病理學家和細菌學家奧爾多·卡斯特拉尼。羅斯在就讀伊顿公学期間曾是前英國首相大衛·卡麥隆的同窗，之後羅斯就讀科陶德藝術學院。

## 事業生涯

### 1992年–1999年
羅斯在1990年代中期為提姆·西門儂的Bomb the Bass計畫專輯《Unknown Territory》和《Clear》擔任編程後開始被業界注意。他參與了許多西門儂的製作與混音計畫，以及與貝瑞·亞當森的合作：為《The Negro Inside Me》和《Oedipus Schmoedipus》編程和製作《As Above So Below》。羅斯隨後與克勞蒂雅·薩恩（Claudia Sarne）和亞當·霍登（Adam Holden）組成樂團12 Rounds，他們先後發行了兩張專輯《Jitter Juice》和《My Big Hero》，但有特倫特·雷澤諾參與製作的第三張專輯最終沒有完成，其中的三首歌已透過樂團官網發行。

### 2000年至今
自2000年移居美國後，羅斯開始與特倫特·雷澤諾合作，先是於2002年參與了雷澤諾的周邊計畫絛蟲樂團，後更擔任了九寸釘樂團製作人，監製了《With Teeth》、《Year Zero》、《Ghosts I–IV》（參與創作此專輯）、《The Slip》、《Hesitation Marks》等專輯作品，並曾跟樂團在威爾頓劇院演出過。除了九寸釘外，羅斯和雷澤諾也與其他音樂人合作，如索爾·威廉和扎克·代·拉·羅查等，兩人在2009年還與艾倫·穆爾德一同製作珍的耽溺的新歌。
羅斯的其他活動還包括與喬·巴雷西合作製作了樂團Loverman的迷你專輯《Human Nurture》和肯因與甘布爾的專輯《Year of the Black Rainbow》、以及製作Korn的數張專輯。羅斯也為葛蕾絲·瓊斯、派瑞·法瑞爾、Telepathe等音樂人製作與重混歌曲。2010年，羅斯與雷澤諾、瑪麗科·曼迪格和羅伯·謝里丹共組樂團如何消滅天使，他也在同年5月出現在該樂團的宣傳影片中。2016年，羅斯為遊戲《FIFA 17》製作配樂。2020年，他合寫並製作收錄於詹妮·貝斯專輯《To Love Is to Live》的歌曲〈I Am〉。

### 電影與電視
阿提克斯·羅斯在2004年與妻子克勞蒂雅·薩恩和兄弟李奧波德一起為休斯兄弟監製的電視劇《熱血警探》創作配樂，正式開始了羅斯的影視配樂之路。他也為休斯兄弟的另外兩部影視作品提供配樂：電影《奪天書》和艾倫·休斯單獨參與的《紐約我愛你》。由Reprise唱片於2010年1月12日發行的《奪天書》原聲帶不僅贏得了BMI獎，更讓羅斯獲得2010年世界電影原聲學會獎的年度最有潛力新人獎提名。
2010年7月1日，雷澤諾宣布他將與羅斯一起為大衛·芬奇執導的電影《社群網戰》創作配樂原聲帶，該原聲帶於2010年9月28日發行並廣受好評，使他們以此於2011年1月16日與2月27日分別拿下第68屆金球獎和第83屆奧斯卡獎的原創配樂獎。2011年，羅斯與雷澤諾再度為芬奇的電影《龍紋身的女孩》創作配樂原聲帶，兩人於2013年以此拿下葛萊美的最佳影視媒體作品配樂專輯獎。
2013年，羅斯本來要為電影《四十七浪人》創作配樂，但他很快就被替換成哈維爾·納瓦利特。2014年，雷澤諾與羅斯再次和芬奇合作創作電影《控制》的配樂。2014年，羅斯與雷澤諾、古斯塔沃·桑塔歐拉拉以及魔怪樂團一起為紀錄片《洪水來臨前》製作配樂。
2017年6月25日，羅斯與雷澤諾、曼迪格、羅賓·芬克、喬伊·卡斯提羅和亞歷山卓·科爾提尼一起以「The Nine Inch Nails」的名義在《雙峰》第三季第八集中客串登場，現場演出收錄於九寸釘樂團2016年迷你專輯《Not the Actual Events》中歌曲〈She's Gone Away〉的另類編曲版。
2021年，羅斯、雷澤諾與瓊·巴提斯特以《靈魂急轉彎》的配樂拿下金球獎的最佳原創配樂獎。

## 作品

### 配樂/原聲帶

#### 電影
| 年份 | 片名                   | 導演                                    | 發行商                              | 備註                                                               |
| ---- | ---------------------- | --------------------------------------- | ----------------------------------- | ------------------------------------------------------------------ |
| 2008 | 《紐約我愛你》         | 多名導演                                | 維旺迪娛樂                          | Segment #6 與克勞蒂雅·薩恩和李奧波德·羅斯合作                      |
| 2010 | 《奪天書》             | 休斯兄弟                                | 华纳兄弟影业 顶峰娱乐               | 與克勞蒂雅·薩恩和李奧波德·羅斯合作                                 |
| 2010 | 《社群網戰》           | 大衛·芬奇                               | 哥倫比亞影業                        | 與特倫特·雷澤諾合作                                                |
| 2011 | 《Days of Grace》      | 艾弗拉多·高特（Everardo Gout）          | ARP Sélection                       | 與尼克·凱夫、華倫·艾利斯、李奧波德·羅斯、克勞蒂雅·薩恩和梅林茂合作 |
| 2011 | 《龍紋身的女孩》       | 大衛·芬奇                               | 哥倫比亞影業                        | 與特倫特·雷澤諾合作                                                |
| 2013 | 《驚爆危城》           | 艾倫·休斯                               | 二十世紀影業                        | 與克勞蒂雅·薩恩和李奧波德·羅斯合作                                 |
| 2014 | 《搖滾愛重生》         | 比爾·波拉德                             | 狮门娱乐 路邊風景電影公司           | 不適用                                                             |
| 2014 | 《控制》               | 大衛·芬奇                               | 哥倫比亞影業                        | 與特倫特·雷澤諾合作                                                |
| 2015 | 《黑帽駭客》           | 麥可·曼恩                               | 环球影业                            | 與哈利·葛瑞森-威廉斯和李奧波德·羅斯合作                            |
| 2015 | 《Crocodile Gennadiy》 | 史提夫·胡佛（Steve Hoover）             | Roco Films                          | 與巴比·克爾林克和李奧波德·羅斯合作                                 |
| 2016 | 《非法999》            | 約翰·希爾寇特                           | 开路影业                            | 與巴比·克爾林克、李奧波德·羅斯和克勞蒂雅·薩恩合作                  |
| 2016 | 《Visions of Harmony》 | 喬·希爾（Joe Sill）                     | 不適用                              | 與特倫特·雷澤諾合作                                                |
| 2016 | 《洪水來臨前》         | 費舍·斯蒂文斯                           | 國家地理學會                        | 與古斯塔沃·桑塔歐拉拉、特倫特·雷澤諾和魔怪樂團合作                 |
| 2016 | 《愛國者行動》         | 彼得·柏格                               | 狮门娱乐                            | 與特倫特·雷澤諾合作                                                |
| 2017 | 《黑色吉安多拉》       | 凱瑟琳·哈德威克 西奧多·梅爾菲 山姆·雷米 | 不適用                              | 短片 與特倫特·雷澤諾合作                                           |
| 2017 | 《死亡筆記本》         | 亞當·溫高德                             | Netflix                             | 與李奧波德·羅斯合作                                                |
| 2018 | 《青春90》             | 喬納·希爾                               | A24                                 | 與特倫特·雷澤諾合作                                                |
| 2018 | 《百萬碎片》           | 薩姆·泰勒-詹森                          | Entertainment One                   | 與克勞蒂雅·薩恩和李奧波德·羅斯合作                                 |
| 2018 | 《Corazón》            | 約翰·希爾寇特                           | Serial Pictures                     | 與克勞蒂雅·薩恩和李奧波德·羅斯合作                                 |
| 2018 | 《蒙上你的眼》         | 苏珊娜·比尔                             | Netflix                             | 與特倫特·雷澤諾合作                                                |
| 2019 | 《浪潮》               | 泰雷·愛德華·舒爾茲                      | A24                                 | 與特倫特·雷澤諾合作                                                |
| 2019 | 《驚弓之鳥》           | 瓦希·魏斯特                             | Netflix                             | 與克勞蒂雅·薩恩和李奧波德·羅斯合作                                 |
| 2020 | 《靈魂急轉彎》         | 皮特·多克特                             | 華特迪士尼影業集團 皮克斯动画工作室 | 與特倫特·雷澤諾合作                                                |
| 2020 | 《曼克》               | 大衛·芬奇                               | Netflix                             | 與特倫特·雷澤諾合作                                                |
| 2022 | 《骨肉的總和》         | 盧卡·格達戈尼諾                         | 華納兄弟影片                        | 與特倫特·雷澤諾合作                                                |
| 2022 | 《光影帝國》           | 山姆·曼德斯                             | 探照灯影业                          | 與特倫特·雷澤諾合作                                                |
| 2023 | 《忍者龜：變種大亂鬥》 | 傑夫·羅維                               | 派拉蒙影業 尼克兒童電影             | 與特倫特·雷澤諾合作                                                |
| 2023 | 《殺手》               | 大衛·芬奇                               | Netflix                             | 與特倫特·雷澤諾合作                                                |
| 2024 | 《挑戰賽》             | 盧卡·格達戈尼諾                         | 米高梅                              | 與特倫特·雷澤諾合作                                                |
| 2024 | 《酷儿》               | 盧卡·格達戈尼諾                         | A24                                 | 與特倫特·雷澤諾合作                                                |
| 2024 | 《峽谷》               | 史考特·德瑞森                           | Apple TV+                           | 與特倫特·雷澤諾合作                                                |

#### 電視劇/影集
| 年份      | 劇名           | 原放送頻道     | 備註                                                    |
| --------- | -------------- | -------------- | ------------------------------------------------------- |
| 2004      | 《熱血警探》   | USA電視台      | 與克勞蒂雅·薩恩和李奧波德·羅斯合作                      |
| 2015      | 《驚嚇陰屍路》 | AMC            | 獨自創作                                                |
| 2016–2017 | 《末路驅魔人》 | Cinemax        | 與克勞蒂雅·薩恩和李奧波德·羅斯合作                      |
| 2017      | 《反叛者》     | HBO            | 與克勞蒂雅·薩恩和李奧波德·羅斯合作                      |
| 2017      | 《越南戰爭》   | 美國公共電視台 | 與特倫特·雷澤諾合作                                     |
| 2017      | 《黑鏡》       | Netflix        | 第四季第三集《鱷魚》 與克勞蒂雅·薩恩和李奧波德·羅斯合作 |
| 2019      | 《守護者》     | HBO            | 與特倫特·雷澤諾合作                                     |
| 2020      | 《日常謎團》   | AMC            | 與克勞蒂雅·薩恩和李奧波德·羅斯合作                      |
| 2021      | 《死亡博士》   | 孔雀           | 與李奧波德·羅斯和尼克·邱巴（Nick Chuba）合作            |

#### 遊戲
| 年份 | 標題        | 發行商    | 備註   |
| ---- | ----------- | --------- | ------ |
| 2016 | 《FIFA 17》 | EA Sports | 不適用 |

### 與九寸釘樂團
- 《With Teeth（英语：With Teeth）》（2005年，製作與編程）
- 《Year Zero（英语：Year Zero (album)）》（2007年，製作與編程）
- 《Ghosts I–IV（英语：Ghosts I–IV）》（2008年，歌曲創作、製作與編程）
- 《The Slip（英语：The Slip (album)）》（2008年，製作與編程）
- 《Hesitation Marks（英语：Hesitation Marks）》（2013年，製作、編程、編曲和工程）
- 《Not the Actual Events（英语：Not the Actual Events）》（2016年，製作、表演者和歌曲創作）
- 《The Fragile: Deviations 1（英语：The Fragile）》（2016年，製作）
- 《Add Violence（英语：Add Violence）》（2017年，製作、表演者和歌曲創作）
- 《Bad Witch（英语：Bad Witch）》（2018年，製作、表演者和歌曲創作）

### 擔任製作人
- No Jahoda – 《Jahoda Witness》（1999年）
- Korn – 《See You on the Other Side（英语：See You on the Other Side (Korn album)）》（2005年，包含合寫）
- Korn – 《Untitled（英语：Untitled Korn album）》（2007年）
- 派瑞·法瑞爾（英语：Perry Farrell） – 〈Go All the Way (Into the Twilight)〉（2008年）
- Loverman – 《Human Nurture》（2009年，與喬·巴雷西（英语：Joe Barresi）合作）
- 肯因與甘布爾（英语：Coheed and Cambria） – 《Year of the Black Rainbow（英语：Year of the Black Rainbow）》（2010年，與喬·巴雷西（英语：Joe Barresi）合作）
- 納斯小子 – 〈Old Town Road〉（2018年，包含合寫）
- 詹妮·貝斯（英语：Jehnny Beth） – 《To Love Is to Live（英语：To Love Is to Live）》（2020年，包含合寫）
- 海爾希 – 《權愛遊戲（英语：If I Can't Have Love, I Want Power）》（2021年，與特倫特·雷澤諾合作）

### 擔任編程
- Bomb the Bass（英语：Bomb the Bass） – 《Unknown Territory（英语：Unknown Territory）》（1991年）、《Clear（英语：Clear (Bomb the Bass album)）》（1995年）
- 貝瑞·亞當森（英语：Barry Adamson） – 《The Negro Inside Me》（1993年）、《Oedipus Schmoedipus》（1996年）
- 紅粉佳人 – 《Try This（英语：Try This）》（2003年）
- 邪教合唱團 – 《The Empire Strikes First（英语：The Empire Strikes First）》（2004年）
- 從頭到尾（英语：From First To Last） – 〈The Levy〉（2006年）
- 索爾·威廉（英语：Saul Williams） – 《The Inevitable Rise and Liberation of NiggyTardust!（英语：The Inevitable Rise and Liberation of NiggyTardust!）》（2007年）

## 外部連結
- 阿提克斯·羅斯的Discogs页面（英文）
- 阿提克斯·羅斯在互联网电影资料库（IMDb）上的資料（英文）
- 阿提克斯·羅斯在豆瓣上的资料（简体中文）